# Proporzionale etnica
La proporzionale etnica (in tedesco Ethnischer Proporz) è lo speciale regime giuridico che in Alto Adige disciplina l'ammissione ai pubblici impieghi e al godimento di determinati diritti, in particolare l'assegnazione di alloggi popolari, in modo da garantire un'allocazione proporzionale ai tre gruppi linguistici italiano, tedesco e ladino. Lo strumento è stato introdotto per contrastare gli effetti di discriminazione delle minoranze linguistiche non-italiane presenti nella provincia di Bolzano (altoatesini di lingua tedesca e ladina), perpetrate durante il fascismo, ma aventi effetto anche nel secondo dopoguerra a causa del mancato riequilibrio delle risorse pubbliche fino negli anni Sessanta del Novecento, e per bloccare la pesante snazionalizzazione del gruppo linguistico tedesco causata dall'elevata recente immigrazione del gruppo linguistico italiano nella Provincia di Bolzano. Oggi lo strumento incontra notevoli critiche perché ritenuto in parziale contrasto con la legislazione europea nonché per la presenza di nuove minoranze linguistiche grazie alla migrazione.
La dichiarazione di appartenenza ad un gruppo linguistico è libera, non sottostà ad alcuna forma di esame oggettivo e può essere modificata successivamente cambiando gruppo di appartenenza. Tutela anche gli italiani residenti nella provincia di Bolzano perché non subiscono la concorrenza degli italiani provenienti da altre province italiane e che non conoscono il tedesco.
La dichiarazione di appartenenza viene effettuata durante il censimento.

## L'introduzione della proporzionale etnica
L'articolo 89 dello statuto del Trentino-Alto Adige del 1972 dispone per la provincia di Bolzano che i posti pubblici siano riservati a cittadini appartenenti a ciascuno dei tre gruppi linguistici, in rapporto alla consistenza dei gruppi stessi, quale risulta dalle dichiarazioni di appartenenza rese nel censimento ufficiale della popolazione. A questa disposizione si è data attuazione con il DPR 752/1976.

### Funzionamento
In occasione del censimento ufficiale della popolazione ogni cittadino italiano di età superiore ad anni quattordici residente nella provincia di Bolzano e non interdetto per infermità di mente "può":
- dichiarare di appartenere al gruppo linguistico italiano, tedesco o ladino; oppure
- dichiarare di non appartenere ad alcuno dei predetti gruppi linguistici, ossia di essere ”altro”, e di aggregarsi ad uno di essi. Oppure
- non fare alcuna dichiarazione di appartenenza. In questo caso rinuncia ai vantaggi che la dichiarazione concede ai dichiaranti. Ossia non può partecipare ai bandi per l'edilizia pubblica o alla ripartizione dei posti di lavoro riservati ai dichiaranti l'appartenenza; può partecipare solamente a concorsi aperti a tutti i cittadini.[5] Questa "non" scelta è ammessa dalla legge sul censimento e non invalidata il censimento stesso. Risulta essere la scelta ideologica di chi è contrario alla proporzionale etnica.

La dichiarazione di aggregazione produce gli stessi effetti giuridici della dichiarazione di appartenenza. La dichiarazione di aggregazione al gruppo linguistico è stata prevista per quelle persone che ritengono di non appartenere ad alcuno dei tre gruppi linguistici.
Per i cittadini in età fino a quattordici anni, la dichiarazione è resa dai genitori. I genitori non sono tenuti a rendere la dichiarazione per i figli se, appartenendo a gruppi linguistici differenti, non concordano tra loro.
In base alla legge provinciale del 18 ottobre 1988, n. 40, i dati del censimento vengono utilizzati per stabilire le quote a favore dei gruppi linguistici.
Il TAR di Bolzano ha esteso ai cittadini dell'Unione europea quanto già previsto per i cittadini italiani non residenti in provincia, cioè di rendere la dichiarazione di appartenenza ad un gruppo mediante dichiarazione sostitutiva dell'atto notorio.
Anche le associazioni sportive, culturali, ecc. devono presentare dichiarazione di appartenenza etnica per poter accedere a fondi e sussidi.
La dichiarazione può essere modificata in ogni momento. Tuttavia la modifica non produce effetti immediati e acquista efficacia dopo due anni.
La conservazione e la gestione delle dichiarazioni di appartenenza linguistica spetta al Tribunale di Bolzano.

### Finalità
La proporzionale etnica rileva ai fini 
- delle assunzioni nel pubblico impiego;
- della composizione degli organi e degli enti pubblici locali;
- della distribuzione di mezzi del bilancio provinciale destinati a scopi assistenziali (es.: edilizia agevolata), scopi sociali e culturali.

### Ambito di applicazione
La proporzionale etnica si applica alle amministrazioni statali che hanno sede nella provincia di Bolzano, anche all'amministrazione della giustizia.
Non si applica per le carriere direttive dell'amministrazione civile dell'interno (Questura e Commissariato del governo), per il personale della pubblica sicurezza e per quello amministrativo del Ministero della difesa.
La proporzionale è stata estesa agli enti privatizzati, in particolare poste e ferrovie.

### La proporzionale morbida
Con la norma di attuazione 354/1997 è stata prevista l'applicazione morbida della proporzionale. Presso le poste e le ferrovie le assunzioni avvengono tenendo conto dei contingenti spettanti a ciascun gruppo linguistico. Se in fase di selezione degli aspiranti ad un posto si presentano meno appartenenti ad un gruppo etnico dei posti banditi per questo gruppo, gli appartenenti all'altro gruppo etnico, giudicati idonei secondo la graduatoria, possono essere assunti nell'ambito dei posti riservati in totale al loro gruppo etnico. In caso di improrogabili esigenze di servizio la soglia del contingente potrà essere superata, con un'adeguata motivazione, di non più di cinque decimi dei posti non occupati.
L'applicazione "morbida" della proporzionale è ammessa anche per i posti statali. Nel caso in cui ad un concorso i posti riservati ad un gruppo etnico non vengano coperti, per mancanza di candidati di questo gruppo, sarà possibile far ricoprire i posti da personale dell'altro gruppo, qualora questi abbiano partecipato al concorso e siano stati dichiarati idonei. In questo caso non dovrà comunque essere superato il numero massimo di posti messi a disposizione di ciascun gruppo.

### La proporzionale combinata
Gli alloggi popolari vengono assegnati dal 1988 con la cosiddetta proporzionale combinata (meccanismo previsto dall'art. 15 comma 2º dello Statuto) che implica, oltre al criterio della consistenza numerica dei tre gruppi etnici, anche quello del fabbisogno abitativo dei singoli gruppi quale risulta dalle domande di assegnazione presentate distintamente per gruppi linguistici.
L'istituto della proporzionale combinata, in relazione alla sua applicazione anche al sussidio casa (contributo provinciale per il canone di locazione abitativo) secondo i medesimi principi previsti dalla l.p. n. 13/1998 per l'assegnazione degli alloggi popolari, è stato oggetto di rinvio pregiudiziale alla Corte di Giustizia dell'Unione che dovrà vagliarne la compatibilità con i principi del diritto comunitario.

## I dati del censimento 2024

### Valori assoluti
| Gruppo linguistico | Dichiarazioni di appartenenza | Dichiarazioni di aggregazione | Totale dichiarazioni valide |
| ------------------ | ----------------------------- | ----------------------------- | --------------------------- |
| Italiano           | 117.896                       | 3.624                         | 121.520                     |
| Tedesco            | 304.968                       | 4.032                         | 309.000                     |
| Ladino             | 19.456                        | 397                           | 19.853                      |

### Composizione percentuale per gruppo linguistico
| Gruppo linguistico | Dichiarazioni di appartenenza | Dichiarazioni di aggregazione | Totale dichiarazioni valide |
| ------------------ | ----------------------------- | ----------------------------- | --------------------------- |
| Italiano           | 26,65%                        | 45,00%                        | 26,98%                      |
| Tedesco            | 68,95%                        | 50,07%                        | 68,61%                      |
| Ladino             | 4,40%                         | 4,93%                         | 4,41%                       |

### Quote spettanti ai gruppi linguistici
Su 5.000 posti pubblici ne spettano
- 1.349 al gruppo italiano
- 3.430 al gruppo tedesco
- 221 al gruppo ladino

## Bolzano e Moso in Passiria
L'applicazione della proporzionale etnica avviene su base provinciale e pertanto non vi sono differenze per gli impieghi pubblici presso l'amministrazione provinciale o presso qualsiasi amministrazione comunale. Di conseguenza, nei comuni con popolazione in maggioranza di lingua italiana questa risulta sfavorita e viceversa favorita in quelli a maggioranza tedesca. Quindi, non vi sono differenze nelle assunzioni pubbliche nei due comuni dove la percentuale di popolazione di lingua italiana è rispettivamente massima e minima:
- nel comune di Bolzano, ove secondo il censimento del 2024 la popolazione è per il 74,71% di lingua italiana, per il 24,77% di lingua tedesca e per lo 0,55% di lingua ladina;
- nel comune di Moso in Passiria ove secondo il censimento del 2024 la popolazione è per il 99,52% di lingua tedesca.

Tuttavia, l'applicazione dal 1997 dei criteri di proporzionale morbida ha ridotto queste disparità.